# Буциково

Буциково (укр. Буцикове) — село, Терешковский сельский совет, Сумский район, Сумская область, Украина.
Код КОАТУУ — 5924787902. Население по переписи 2001 года составляло 98 человек.

## Географическое положение
Село Буциково находится в 1,5 км от села Любимое, в 2,5 км от сёл Терешковка, Печище и Миловидовка.

## Экономика
- Молочно-товарная ферма.